# Hà Minh Trí
Hà Minh Trí (thường được biết đến là, Đại tá Mười Thương; 1935-2020) là một chính khách, Anh hùng lực lượng vũ trang nhân dân, sĩ quan cao cấp của lực lượng Công an nhân dân Việt Nam, hàm Đại tá. Ông là người ám sát hụt Tổng thống Việt Nam Cộng hòa Ngô Đình Diệm, làm nổi sóng chính trường Sài Gòn vào ngày 22 tháng 2 năm 1957.

## Thân thế
Tên thật của ông có nhiều tài liệu chép khác nhau. Theo nhà báo Thy Ngọc thì nguyên tên khai sinh của ông là Phan Văn Điển. Trong tác phẩm "Hà Minh Trí - Người 3 lần mưu sát Ngô Đình Diệm", nhà văn Nông Huyền Sơn chép tên ông là Phan Văn Điền. Đây có lẽ là sự nhầm lẫn do cách phát âm địa phương.
Phan Văn Điền (tức Mười Thương - Triệu Thiên Thương) sinh ngày 18 tháng 8 năm 1935, tại xã Nghi Thiết, huyện Nghi Lộc, Nghệ An. Nhà nghèo, cha ông đi làm lính khố xanh, do tham gia Binh biến Đô Lương và bị xử tử khi ông mới 5 tuổi. Mẹ ông lấy chồng khác, bỏ lại ông cho bà nội già nuôi. Năm 1945, do nạn đói hoành hành, người bác trai của ông đưa 2 bà cháu lên Vinh để trốn nạn đói.
Sau khi Nhật đảo chính Pháp ngày 9 tháng 3 năm 1945, ông bỏ nhà lưu lạc vào Nam, vào tận Bà Rịa - Vũng Tàu. Tại đây, ông được một cán bộ Việt Minh nhận nuôi và đặt cho cái tên mới: Đinh Văn Phú.

## Tham gia cách mạng
Chịu ảnh hưởng của người cha nuôi, với bí danh Đinh Dũng, ông tham gia đội "Biệt động quân N2", một tổ chức vũ trang bí mật hoạt động trong nội ô, làm nhiệm vụ ám sát những người cộng tác với người Pháp. Tháng 8 năm 1948, ông được Ban quân báo tỉnh Bà Rịa giao nhiệm vụ lên Tây Ninh tham gia đạo Cao Đài, trong vai một tín đồ mang tên Triệu Thiên Thương. Với vỏ bọc này, ông đã kết thân với Thiếu úy Phạm Ngọc Chẩn, một đồn trưởng đồn Cao Đài để nắm tình hình và vẽ sơ đồ, chuẩn bị cho kế hoạch tấn công của Việt Minh. Tuy nhiên, khi gần hoàn thành thì ông bị bắt đưa về Tây Ninh, nhờ sự can thiệp của Trung tá Phạm Ngọc Trấn, Tư lệnh quân đội Cao Đài miền Tây (anh ruột Thiếu úy Chẩn) nên ông được ra tù và tiếp tục hoạt động. Đến giữa năm 1953, do bị theo dõi khắt khe nên ông được rút ra căn cứ hoạt động.

## Phát súng trên Cao Nguyên.

Hà Minh Trí bị cảnh sát bắt tại Hội chợ Cao Nguyên 1957.

Sau năm 1954, ông không tập kết ra Bắc mà bí mật ở lại miền Nam hoạt động với tư cách là một tín đồ và là thành viên của lực lượng vũ trang Cao Đài ly khai. Trong giai đoạn này, chính sách của Trung ương Đảng Lao động Việt Nam là đấu tranh chính trị là chính, tránh sử dụng hình thức bạo lực có thể ảnh hưởng đến cuộc Tổng tuyển cử mà họ kỳ vọng sẽ thắng lợi. Lợi dụng điều này, tổng thống Ngô Đình Diệm đã thực hiện nhiều cuộc đàn áp những người Cộng sản miền Nam. Khi thời hạn 1956 đã đến, cuộc tổng tuyển cử thống nhất vẫn không diễn ra, các lãnh đạo Cộng sản ở tỉnh Tây Ninh quyết định sẽ ám sát tổng thống Diệm để loại trừ một kẻ thù cầm đầu đang thực hiện những cuộc tàn sát đồng đội và người dân của mình và vì tổng thống Diệm không chấp hành tổng tuyển cử theo hiệp định Genève.
Người được giao nhiệm vụ này chính là Mười Thương. Tháng 10 năm 1956, ông được giao nhiệm vụ tổ chức ám sát tổng thống Diệm khi lên Tây Ninh nhưng do tổ chức không nắm chính xác ngày kinh lý lên nên không thực hiện được. Cũng trong năm đó, ông lại chủ động đề xuất cho thực hiện công việc này vào đêm Noel 1956 tại Nhà thờ Đức Bà Sài Gòn nhưng lại một lần nữa kế hoạch bất thành do lịch trình của tổng thống Diệm đột ngột thay đổi, chuyển sang đi dự lễ Noel ở khu trù mật Đức Huệ.
Tháng 2 năm 1957, khi báo chí ở Sài Gòn đưa tin "Hội chợ kinh tế Cao Nguyên" sẽ được tổ chức ở Ban Mê Thuột vào ngày 22 tháng 2 năm 1957. Nhận định tổng thống Ngô Đình Diệm sẽ có nhiều khả năng đến dự và cắt băng khai mạc, Mười Thương cùng các đồng đội vạch ra một kế hoạch tỉ mỉ cho việc ám sát Ngô Đình Diệm.
Với giấy thông hành mang tên Hà Minh Trí, một thương gia Tây Ninh lên dự Hội chợ, ông cùng một số đồng đội lên thực địa điều tra và nắm tình hình. Một điểm thuận lợi khi một khu vực bảo vệ vòng ngoài của hội chợ được giao cho Trung đoàn 60 Việt Nam Cộng hòa bảo vệ, vốn có nhiều binh sĩ Cao Đài được sáp nhập vào. Chính từ những cơ sở này, mà ông nhận được vũ khí vào tận trong hội chợ. Đó là một khẩu súng trường bán tự động được cưa ngắn báng và nòng súng để có thể dễ dàng dấu trong áo khoác. Ông chủ trương không dùng lựu đạn để tránh sát thương những người xung quanh.

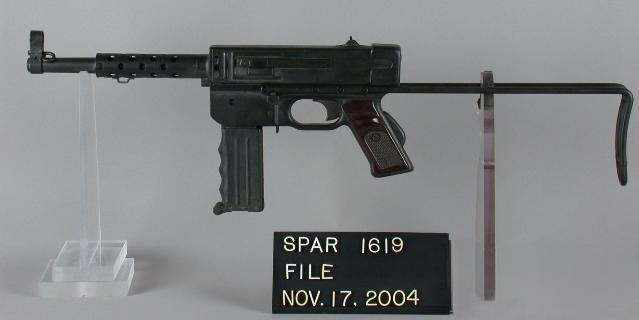
Ảnh súng MAT-49, cùng loại với khẩu súng mà Hà Minh Trí dùng trong cuộc ám sát.

Sáng ngày 22 tháng 2, hội chợ Tây Nguyên khai mạc. Đoàn đại biểu Chính phủ Sài Gòn do tổng thống Ngô Đình Diệm dẫn đầu đến dự khai mạc trong sự bảo vệ của cảnh sát. Tuy nhiên, lúc này Hà Minh Trí trong bộ trang phục cải trang đã tiến gần hàng rào bảo vệ, chỉ cách vị trí tổng thống Diệm đứng chưa đầy 20 mét. Khi tất cả chuẩn bị chào cờ, ông nổ súng vào mục tiêu đã định.
Tuy nhiên, súng chỉ nổ 2 phát thì bị hóc. Do bị cưa nòng và báng súng nên độ chính xác của súng bị giảm đi rất nhiều, vì vậy đạn không đi đúng mục tiêu và bắn trúng vào Bộ trưởng Cải cách Điền địa Đỗ Văn Công. Hà Minh Trí nhanh chóng bị lực lượng an ninh bắt giữ.

## Cuộc sống tù đày
Sau khi bị bắt, ông bị đưa về Sài Gòn để thẩm vấn. Tuy nhiên, do vỏ bọc tương đối kín, lại hoạt động độc lập, ông chỉ khai là người của Cao Đài, muốn ám sát tổng thống Diệm để trả thù vì chính phủ đã đàn áp đạo Cao Đài, làm cho Hộ pháp Phạm Công Tắc phải chạy qua Nam Vang, trả thù cho tướng Trịnh Minh Thế, người bị cho là chính tổng thống ra lệnh ám sát để trừ hậu họa.
Chính do vỏ bọc này mà sau thời gian thẩm vấn, ông bị giam đặc biệt Sài Gòn với chế độ khá ưu đãi như một tù nhân chính trị đối lập. Vẫn có nhiều cách giải thích không nhất quán cho tình trạng đặc biệt này của ông. Ông bị giam tại Sài Gòn từ tháng 8 năm 1958 đến tận tháng 10 năm 1963 thì bị giải ra Côn Đảo.
Trong thời gian bị giam tại Sài Gòn, ông được nhiều chính khách đối lập với Ngô Đình Diệm khen ngợi. Cựu đô trưởng Trần Văn Hương đã làm một bài thơ tặng ông:
| “ | Từng chập luồn sang, giọng thiết tha. Đưa niềm u uất khách phòng xa. Nỉ non tim nghẹn lời yêu nước, Tê tái sầu vương hận mất nhà. Oán dậy ào ào: cây núi đổ, Máu tuôn cuồn cuộn suối ngàn xa. Lặng nghe não nuột người thông cảm, Đồng bệnh cùng thương, lựa trẻ già. | ” |

## Trở về với đồng đội được vinh danh
Sau khi Cuộc đảo chính Nam Việt Nam năm 1963 nổ ra, Hội đồng tướng lãnh tuyên bố ông được trả tự do với tư cách là tù nhân chính trị đối lập chống chế độ Ngô Đình Diệm. Tuy nhiên, ông vẫn bị đưa về Sài Gòn để thẩm tra. Nhờ sự can thiệp của luật sư Ngô Bá Thành và nhà báo Nguyễn Lâm, báo chí Sài Gòn viết bài vận động thả tự do ngay lập tức cho ông. Chỉ đến khi Phan Khắc Sửu, một tín đồ Cao Đài và là chính trị gia đối lập bị Diệm đày ra Côn Đảo như ông, trở thành Quốc trưởng, ông mới được can thiệp để phóng thích.
Ông được trả tự do ngày 10 tháng 3 năm 1965 sau 8 năm, 16 ngày bị giam giữ. Đến ngày 13 tháng 3, ông được các đồng chí bắt liên lạc và đưa về Ban tổ chức Đặc khu ủy Sài Gòn - Gia Định đóng ở ấp An Phú, xã Phú Mỹ Hưng, huyện Củ Chi. Cuối tháng 4 năm 1965, ông được bố trí công tác ở Ban an ninh khu Sài Gòn-Gia Định với tên mới là Nguyễn Văn Điền. Từ đó, ông liên tục công tác trong lực lượng công an, từng giữ chức Trưởng phòng Xây dựng phong trào Quần chúng bảo vệ An ninh Tổ quốc Công an Tây Ninh, Bí thư Đảng ủy Khối xây dựng lực lượng Công an tỉnh Tây Ninh, được phong hàm Đại tá Công an nhân dân Việt Nam. Đến năm 1989 được phân công làm phó Ban nội chính Tỉnh ủy Tây Ninh. Năm 1992 ông nhận nhiệm vụ Trưởng ban Tôn giáo Tây Ninh.
Từ năm 1999, ông nghỉ hưu và về sống cùng gia đình ở thị xã Tây Ninh.
Năm 2015, ông được Chủ tịch nước Cộng hòa xã hội chủ nghĩa Việt Nam trao tặng danh hiệu Anh hùng lực lượng vũ trang nhân dân.

## Qua đời
Ngày 12 tháng 5 năm 2020, Anh hùng Phan Văn Điền qua đời tại nhà riêng ở Tây Ninh, thọ 85 tuổi.
Ông được an táng tại nghĩa trang liệt sĩ tỉnh Tây Ninh thuộc ấp Trà Võ, xã Thạnh Đức, huyện Gò Dầu, tỉnh Tây Ninh.